# Szczytno (gemeente)
De gemeente Szczytno is een landgemeente in het Poolse woiwodschap Ermland-Mazurië, in powiat Szczycieński.
De zetel van de gemeente is in Szczytno.
Op 30 juni 2004 telde de gemeente 10 219 inwoners.

## Oppervlakte gegevens
In 2002 bedroeg de totale oppervlakte van gemeente Szczytno 347,26 km², waarvan:
- agrarisch gebied: 36%
- bossen: 48%

De gemeente beslaat 17,96% van de totale oppervlakte van de powiat.

## Demografie
Stand op 30 juni 2004:
| Omschrijving                   | Totaal | Totaal | Vrouwen | Vrouwen | Mannen | Mannen |
| ------------------------------ | ------ | ------ | ------- | ------- | ------ | ------ |
| eenheid                        | aantal | %      | aantal  | %       | aantal | %      |
| inwoners                       | 10 219 | 100    | 5033    | 49,3    | 5186   | 50,7   |
| bevolkingsdichtheid (inw./km²) | 29,4   | 29,4   | 14,5    | 14,5    | 14,9   | 14,9   |

In 2002 bedroeg het gemiddelde inkomen per inwoner 1201,52 zł.

## Plaatsen
Czarkowy Grąd, Dębówko, Gawrzyjałki, Janowo, Jęcznik, Kamionek, Kaspry, Kobyłocha, Korpele, Lemany, Leśny Dwór, Lipnik, Lipowa Góra Wschodnia, Lipowa Góra Zachodnia, Lipowiec, Lipowiec Mały, Małdaniec, Marksewo, Młyńsko, Niedźwiedzie, Nowe Dłutówko, Nowe Gizewo, Nowiny, Ochódno, Olszyny, Piece, Piecuchy, Płozy, Prusowy Borek, Puzary, Romany, Rudka, Sasek Mały, Sasek Wielki, Sawica, Sędańsk, Siódmak, Stare Kiejkuty, Szczycionek, Szymany, Trelkowo, Trelkówko, Ulążki, Wałpusz, Wały, Wawrochy, Wikno, Wólka Szczycieńska, Wyżega, Zielonka, Żytkowizna.

## Aangrenzende gemeenten
Dźwierzuty, Jedwabno, Pasym, Rozogi, Szczytno, Świętajno